# Edward Givens
Edward Galen Givens (5. leden 1930 Quanah, stát Texas, USA – 6. červen 1967 Houston, Texas) - byl americký vojenský letec, který zahynul při automobilové nehodě. Absolvoval přípravu amerických astronautů, do vesmíru však neletěl.

## Životopis
Titul inženýra získal v roce 1952 na akademii amerického vojenského námořnictva (US Naval Academy). V roce 1954 sloužil v Japonsku. Pilotní školu zkušebních letců (USAF Aerospace Research Pilot School ) absolvoval v roce 1963. Létal mj. na Edwadsově letecké základně. Měl nalétáno 2500 hodin. V letech 1966-1967 absolvoval výcvik astronautů a byl zařazen do jejich týmu. Na počátku léta 1967 zahynul poblíž Houstonu při automobilové nehodě. V té době měl hodnost majora letectva a bylo mu 37 let. Byl ženatý a měl tři děti.